# Barnauktion
Barnauktion var en metod för upphandling av barnavård i Sverige och Finland under 1800-talet och det tidiga 1900-talet där föräldralösa barn utackorderades till lägst bjudande vid fattigauktioner. Barnen "såldes" således inte. 

## Sverige
I Sverige genomfördes fattigauktiorna av socknar och fattigvårdsstyrelser och kungjordes i kyrkorna. Den som vid auktionen gav det lägsta budet, alltså den som krävde lägst ersättning, fick ta hand om barnet. Tillvägagångsättet innebar att kostnaderna för barnens uppehälle kunde hållas nere. Det hände att barn blev utackorderade flera gånger, med något års mellanrum. År 1918 blev barnauktioner förbjudet enligt lag i Sverige. 
Exempel på kända svenskar som blivit bortauktionerade är finansminister Fredrik Vilhelm Thorsson, som vid nio års ålder 1874 blev föräldralös, omhändertagen av sockenmännen och såld på barnauktion. Hanna Lindmark blev från tio års ålder tills hon fyllde 15 år, mellan 1870 och 1875, utauktionerad årligen till olika fosterföräldrar. Uppfinnaren av Karlsons klister, Axel Karlson, blev såld på barnauktion vid 12 års ålder 1901. Författaren Harry Martinson var sju år när han 1912 utackorderades som sockenbarn. Detsamma gäller musikern Tomas Ledins farfar Jonas, som utackorderades på barnauktion på torget i Härnösand.

## Finland
Barnauktioner förekom även i Finland. Systemet var vanligt i Finland, särskilt i slutet av 1800-talet och början av 1900-talet, tills det förbjöds 1923. Myndigheterna anordnade dock auktioner ännu på 1930-talet, eftersom lagen var dåligt upprätthållen vid den tiden. Den sista auktionen ägde rum i Finland 1935. Auktionen ersattes gradvis av placering av barn i fosterfamiljer på offentliga medel.
Beskrivningar av sådana förekommer bland annat i Theodolinda Hahnssons roman Huutolaiset från 1887 som särskilt behandlar utauktionerade föräldralösa barn (även tryckt av bokförlaget Otava 1918) och i Erik Bircks bokserie Nykarleby stads historia utgiven 1980–1988.